# Fable: The Lost Chapters
Fable: The Lost Chapters (TLC) is een rollenspel, ontwikkeld door Lionhead Studios en Big Blue Box en het werd geproduceerd door Microsoft Game Studios op 23 september 2005.

## Uitbreiding
Fable: TLC is een uitbreiding op het eerder verschenen spel Fable maar anders dan de meeste uitbreidingen is het ook los daarvan te spelen.
In dit spel neemt de speler de rol aan van 'The Hero'. Hij wordt met het hoofdpersonage geïntroduceerd wanneer hij een jaar of 8 oud is. Hij leidt een rustig leventje in het dorpje Oakvale, samen met zijn zus en zijn ouders. Op een dag wordt Oakvale echter aangevallen door bandieten en wordt het hele dorp uitgemoord. The Hero weet echter aan de bandieten te ontkomen en wordt gered door een tovenaar genaamd Maze als die hem naar The Hero's Guild brengt. Daar wordt hij getraind tot een robuuste krijger, die voor de mensen uit Albion en The Guild verschillende opdrachten zal moeten vervullen.

## Verschillen met andere RPG's
Fable en Fable: TLC zijn rasechte Computer Role Playing Games (RPG's). Toch verschillen ze op een (redelijk) belangrijk punt van de meeste andere RPG's. In tegenstelling tot de meeste andere RPG's krijgt men nu geen 101 mogelijkheden om een eigen personage te maken zoals geslacht, haarkleur en kleren.
De speler begint met een vast personage dat hij wel kan veranderen met kapsels en tatoeages. Hij krijgt in het begin van het spel ook niet de mogelijkheid om een "class" (klasse) te kiezen. Een class is een type personage dat de speler kiest en verder uitbouwt. Veelgebruikte "classes" in RPG's zijn Warrior (strijder), Assasin (moordenaar), Druid (druïde), Archer (boogschutter) en Magician (tovenaar). In RPG's kan de speler de skills (vaardigheden) van de class waartoe zijn personage behoort uitbreiden en verbeteren met punten die hij vergaart met het bevechten van vijanden. Aangezien er in Fable en Fable: TLC geen "classes" zijn kan hij de punten die hij heeft vergaard gebruiken om eender welke vaardigheid uit te bouwen. De speler is dus niet gebonden aan één class, maar kan zich wel specialiseren in bepaalde vaardigheden en sommige vaardigheden krijgt men pas nadat andere zijn geleerd. Het personage zal wel veranderen met betrekking tot zijn daden, good (goed) en evil (slecht).
Er zit wel een verhaallijn in het spel die men moet volgen, maar het spel is eigenlijk niet uit te spelen. Als de verhaallijn klaar is, kan gewoon verder gespeeld worden; er zijn nog tal van andere dingen die gedaan kunnen worden, bijvoorbeeld de Demon Doors (deuren die een schatkamer bewaken en alleen open gaan als ze tevredengesteld worden, soms in de vorm van een raadsel) oplossen, de silver chests open maken, de Bronze Quests doen, de beste wapens bemachtigen, en nog veel meer. Dit soort dingen wordt niet vaak gevonden in RPG's.

## Systemen
Fable verscheen oorspronkelijk alleen op de Xbox, maar later kwam de titel ook uit op de pc en de (Intel) Mac.

## Strength, Skill en Will
De speler kan kiezen uit 3 verschillende vaardigheden die hij verder kan trainen: Strength, Skill en Will.
Strength wordt voornamelijk gebruikt met close combat. Skill wordt voornamelijk gebruikt als boogschutter. En Will wordt voornamelijk gebruikt als magiër.
StrengthStrength is verdeeld in 3 categorieën: Health, Physique en Toughness. Health: hoe meer health de speler heeft, hoe meer schade hij kan verdragen. Physique bepaalt met hoeveel kracht hij het wapen neerslaat, en hoeveel schade hij aanricht aan een tegenstander. Hoe meer Physique hoe zwaarder de wapens die gedragen kunnen worden. Toughness is de basistegenstand voor schade; hoe meer Toughness iemand heeft, hoe minder schade hij toegediend krijgt van een tegenstander.
SkillAccuracy bepaalt hoe ver de speler kan schieten met de boog en de hoeveelheid schade kan worden aangericht aan een tegenstander met de boog. Guile maakt het personage slimmer, waardoor betere prijzen kunnen verkregen worden bij de Shops en Traders voor een betere profijt. Hij wordt er ook stealthier van waardoor mensen en wezens hem minder snel opmerken als hij naar ze toe gaat. Met hogere Guile-skills kan het personage ook de technieken leren van de Dief. Speed heeft invloed op de beweeglijkheid in een gevecht, waardoor hij sneller schiet met de boog in een gevecht. Het bepaalt ook de handigheid en snelheid met close-combat zoals zwaarden.
WillWill is verdeeld in 3 categorieën: Attack, Surround en Physical. Attack magie wordt gebruikt voor aanvallen tegen de tegenstander. Surround zijn spreuken die rondom het personage gebeuren, zoals Slow Time (een spreuk die de tijd vertraagt). Physical gebeurt vooral rondom het personage, waar hij zelf profijt van heeft en het zijn ook spreuken die helpen bij gevechten.